# Klášter Saint-Martin-des-Champs
Klášter Saint-Martin-des-Champs (neboli svatého Martina v polích) je zaniklé benediktinské převorství v Paříži v dnešním 3. obvodu v ulici Rue Saint-Martin. Jeho název pochází z původního umístění na severu od Paříže v polích podél staré římské cesty do Soissons. Během Velké francouzské revoluce byl klášter zrušen, takže se z něj dochoval pouze kostel vybudovaný ve 12. a 13. století a refektář. Dnes jsou v majetku uměleckoprůmyslové školy Conservatoire national des arts et métiers, která v kostele zřídila Musée des arts et métiers a refektář využívá jako svou knihovnu.

## Historie
Saint-Martin-des-Champs vzešel z klášterní komunity založené v 8. století za hradbami města. V roce 1060 byl klášter za vlády Jindřicha I. (a jeho manželky Anny Kievské) vzat pod ochranu královské moci a reorganizován. Roku 1079 byl klášter přeměněn na převorství kláštera Cluny.
Kolem kláštera se rozvíjela stejnojmenná čtvrť, která se v době stavby městských hradeb za Filipa II. Augusta v letech 1190-1210 nacházela stále za městem. Teprve městské hradby budované za Étienna Marcela od roku 1356 ji zahrnuly do města.
Kostel byl vybudován ve 12. a 13. století. Apsida se datuje do 30. let 12. století, gotický refektář vybudoval kolem roku 1235 Pierre de Montreuil, architekt Sainte Chapelle.
Po zrušení kláštera za Francouzské revoluce v roce 1798 zde byla umístěna Conservatoire national des arts et métiers (Národní konzervatoř umění a řemesel), jejíž současné sídlo vybudoval v roce 1845 architekt Léon Vaudoyer, a v kostele vzniklo Musée des arts et métiers a v refektáři školní knihovna.

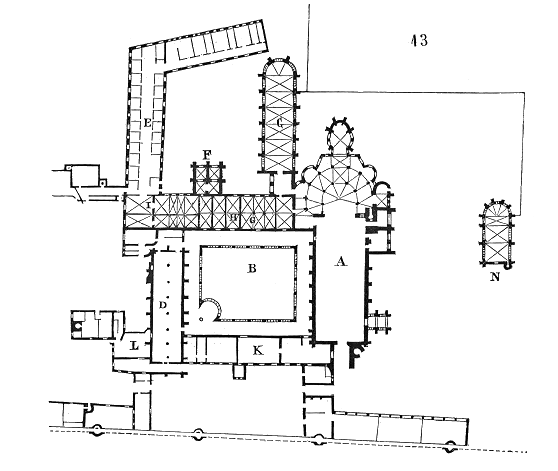
Plán kláštera (Eugène Viollet-le-Duc)

## Architektura
V architektuře kostela se mísí románské a gotické prvky. Nejstarší částí kostela je chór pocházející z druhé čtvrtiny 12. století. Je považován za přechod od románského slohu ke gotice a je proto důležitou stavbou v dějinách francouzské architektury.
Chórový ochoz má ještě křížovou románskou klenbu, která je ale doplněna raně gotickými žebry kaplí. Tento první pokus o vzájemné spojení ambitu a kaplí ukazuje na odklon od románského slohu, který ambit a kaple vždy striktně odděloval. Tím byl poprvé použit způsob, který se stal následně vzorem při stavbě katedrály Notre-Dame jako definitivní podoba gotiky. Při stavbě kostela Saint-Martin-des-Champs se nebyli stavitelé ještě jistí při využívání nových forem. Ze 13. století pochází jednoduchá hlavní loď. Refektář je dvoulodní gotická stavba.

## Současné využití
Dnes je v kostele expozice technického muzea. Hlavní loď tvoří výstavní sál pod názvem Pantheon umění. Jsou zde vystaveny exponáty představující vývoj v technice jako plynový motor Étienna Lenoira nebo první parní autobus, který vytvořil Amédée Bollée. Rovněž je zde umístěno originální Foucaultovo kyvadlo.
Refektář není návštěvníkům muzea volně přístupný, neboť knihovna v něm umístěná slouží konzervatoři.